# Josef Alois Reinhart
Josef Alois Reinhart, né le 29 juin 1899 à Sulzheim et mort le 2 janvier 1977 à Wurtzbourg, est un homme politique nazi allemand.

## Biographie
Après fait plusieurs écoles, Reinhart fait son service militaire de 1917 à 1919 et fait la Première Guerre mondiale. Il travaille ensuite dans des entreprises de Schweinfurt. Pendant ce temps, il étudie cinq semestres à l'École Supérieure de génie mécanique à Wurtzbourg. Il devient ingénieur pour ZF Sachs à Schweinfurt. En 1924, il est licencié. Il fait des petits métiers avant de redevenir ingénieur à la centrale électrique municipale de Wurtzbourg en 1928.
En 1920, il est membre du Deutschvölkischer Schutz- und Trutzbund. En 1922, il rejoint le NSDAP puis, après son interdiction, y revient en 1925 et fonde les sections de Schweinfurt et de Wurtzbourg. En 1923, il fonde la SA à Wurtzbourg. En 1925, il devient Reichsredner à Wurtzbourg. Il dirige le comité de rédaction de l'hebdomadaire nazi Die Flamme de 1925 à 1927 puis le quotidien nazi Marktbreiter Wochenblatt. À la fin des années 1930, il adhère aussi au Deutsche Arbeitsfront.
Du 12 novembre 1933 à la fin du Troisième Reich, Reinhart est député de la circonscription de Franconie au Reichstag.

## Source de la traduction
- (de) Cet article est partiellement ou en totalité issu de l’article de Wikipédia en allemand intitulé « Josef Alois Reinhart » (voir la liste des auteurs).